# 大瑶镇
大瑶鎮为中国湖南省浏阳市下辖镇。全镇辖域总面积149.3平方公里，2017年总人口122,756人。

## 地理位置
大瑤位於瀏陽市南部，轄域西與金剛鎮與棖衝鎮接壤，北與荷花街道毗鄰，東與澄潭江鎮交界，南連江西省上栗縣。西距长沙市82千米，距黄花國際機場62千米，北距浏阳市区20千米，南距醴陵市50千米，东距萍乡50千米。境內地勢北高南低，最高峰香爐尖海拔477米，最低熊家洲前進組海拔80米，高差397米。大瑤鎮中心區位於南川河谷地，有團結水庫、天子水庫等湖泊。同時山地丘陵中間亦有自然形成的若干水塘和濕地。

## 歷史
- 秦汉时期，大瑤即為瀏陽重要聚落[1]。

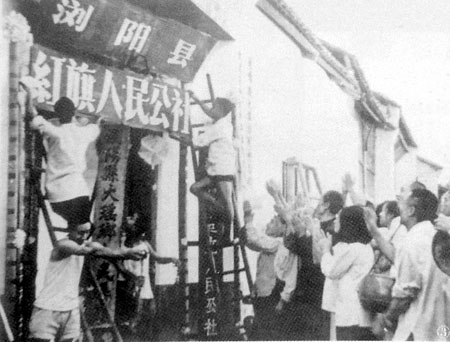
大瑶改名为红旗人民公社

- 明清時期，因制陶业发达、陶窑林立而得名大窑舖[2]，後易名為大瑤[3]。
- 民国22年设大瑶乡。
- 中華人民共和國成立后，1950年废乡设大瑶区。
- 1956年撤区并乡复为大瑶乡。
- 1958年，撤大瑶乡设红旗人民公社。
- 1983年2月，撤销公社，恢复乡镇制度，复设大瑶区。
- 1995年撤大瑶区并乡，成立大瑶镇。
- 2015年，撤銷楊花鄉，併入大瑤鎮[4]。

## 现行行政区划
全镇下辖4个社区、6个行政村，分别为南川社区、崇文社区、天和社区和汇丰社区，上升村、三元村、南山村、南阳村、李畋村和强盛村。